# T-37 (tanque)
O T-37A foi um tanque leve anfíbio. O tanque é muitas vezes referido como T-37, apesar de que a designação é utilizada por um tanque diferente que nunca deixou o estágio de protótipo.
O T-37A foi o primeiro tanque totalmente anfíbio do mundo a ser produzido em massa. O tanque foi criado em 1932, baseado no tanquete britânico Vickers juntamente com outras experiências de outros tanques anfíbios operacionais. O tanque foi produzido em massa a partir de 1933 até 1936, quando foi substituído pelo mais moderno T-38. Em geral, depois de quatro anos de produção cerca de 2566 T-37A foram produzidos, incluindo nessa contagem os protótipos originais.
No Exército Vermelho, eles eram usados para executar tarefas na comunicação, reconhecimento, e como apoio a infantaria no campo de batalha. Os T-37A foram usados em grande número durante a Invasão Soviética da Polônia e na Guerra de Inverno contra a Finlândia. O T-37 A também foi usado pelos soviéticos no início da Grande Guerra Patriótica, mas a maioria deles foram rapidamente perdidos.
Tanques sobreviventes desse tipo lutaram na linha de frente até 1944, e foram utilizados na formação e defesa auxiliar até o final da Segunda Guerra Mundial.

## História de Desenvolvimento

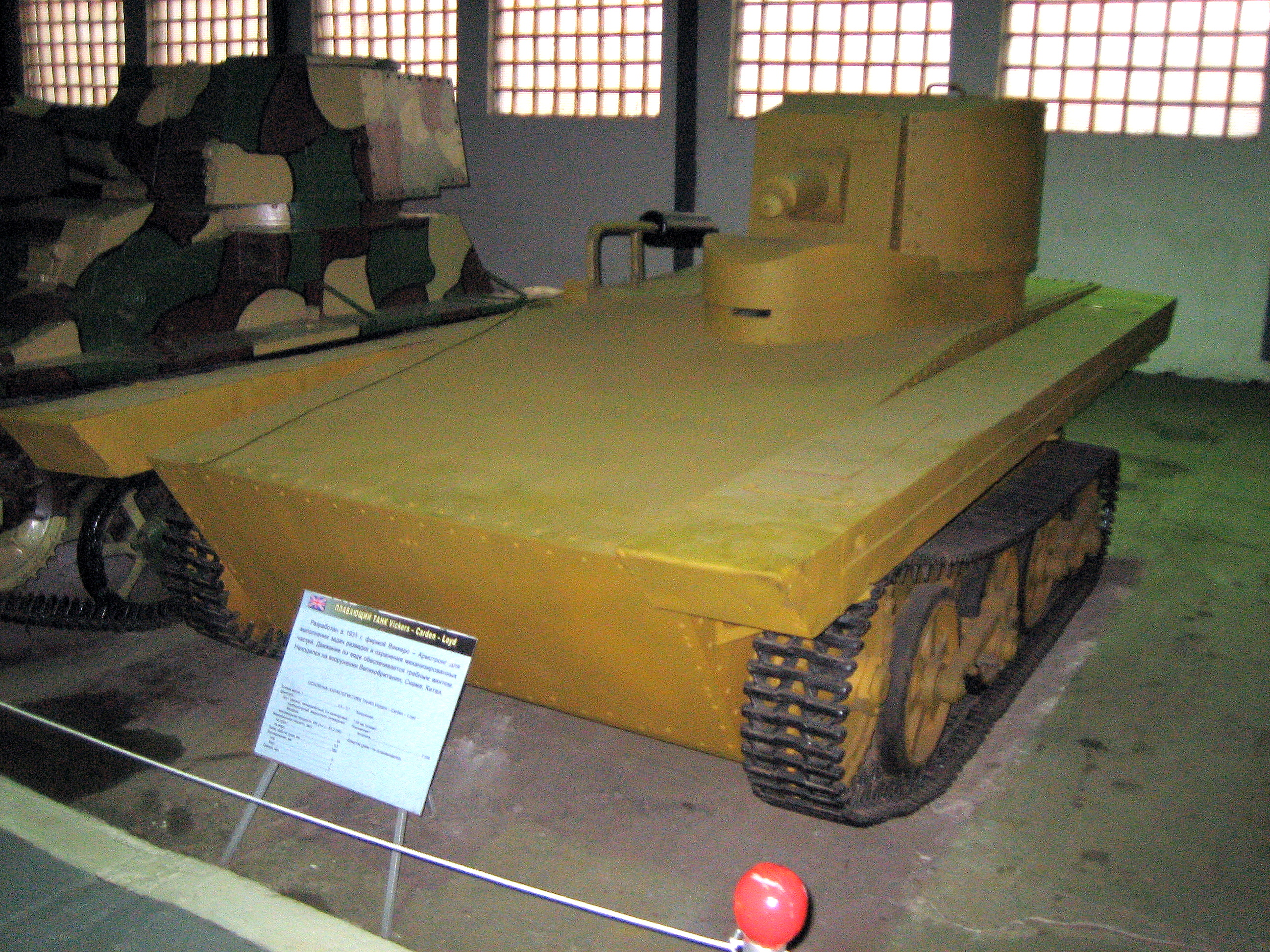
Vickers-Armstrong Anfíbio

Os tanquete (ou tanquetes) Carden-Loyd produzidos por Carden-Loyd Tractores Ltd., foram promissores o suficiente para que a empresa fosse comprada pela Vickers-Armstrong. Eles desenvolveram tanques flutuantes aos requisitos dos britânicos. Em abril de 1931, Vickers-Armstrong realizou vários testes bem sucedidos destes veículos leves na presença da imprensa.
A publicação do projeto e dos testes pela imprensa atraiu a atenção do Departamento de Mecanização do Exército Vermelho, porque o pequeno tanque estava bem adaptado para as novas políticas de armamento do Exército Vermelho, bem como, possivelmente, seria capaz de substituir o velho T-27, que nunca teve um bom desempenho em combate.
Na Fábrica Bolchevique de Leningrado, ou OKMO, a partir do All Russian Society Co-Operative (Toda Sociedade Russa Cooperativa), os jornais foram entregues contendo informações sobre o tanquete britânico, bem como fotografias e especificações técnicas. Com base nessas informações, os engenheiros soviéticos descobriram que a usina de tanquetes Carden-Loyd era originalmente de uma fábrica de tratores, portanto, o layout geral deveria ser similar.
Por conseguinte, o Programa Selezen(lang|ru: Селезень) foi estabelecido a fim de construir um tanque anfíbio semelhante com um layout baseado no protótipo britânico. O primeiro protótipo, que foi designado T-33, foi construído em março de 1932 e mostrou boa flutuabilidade durante os testes. No entanto, o T-33 não teve um desempenho satisfatório em outros testes e era muito complexo de se fabricar em grandes números e em pouco tempo.

## T-41 e T-37
Mesmo antes da construção do T-33, decidiu-se aumentar a escala de trabalho dedicado à criação de um tanque anfíbio. Além do OKMO de Leningrado, a planta Número 2 de Automóveis Soviéticos(VATO), que já estava produzindo veículos blindados para o Exército Vermelho, foi relegada para o desenvolvimento e produção de veículos blindados anfíbios.
Como resultado, a segunda planta VATO, sob a supervisão de NN Kozyrev, o T-41 foi produzido, pesando 3,5 toneladas e usando o motor GAZ-AA, que foi baseado na planta do T-27. A transmissão era praticamente idêntica à do T-27. Sua construção para desligar a hélice exigiu parar o tanque desligando o motor. O chassis foi, em parte, emprestado do T-33, e as lagartas foram inteiramente do T-27.
Os construtores de Leningrado continuou igualmente o desenvolvimento de um tanque anfíbio mais adequado, e sua mais recente modelo designado como o "T-37". Ele tinha o mesmo motor GAZ AA como o T-41, a mesma transmissão, ampla utilização de peças automotivas, e chassis Krupp, que engenheiros soviéticos usaram pela primeira vez, como resultado de uma parceria tecnológica com a República de Weimar.
Embora o T-41 foi realmente produzido para as forças armadas em pequenas quantidades, depois de testes e ensaios de campo de batalha, o T-37 foi negado a produção devido a várias falhas menores e um processo de desenvolvimento incompleto.

## Produção em série
Mesmo antes do fim de 1932, o alto comando do Exército Vermelho estava planejando encomendar 30 T-37A. A fim de facilitar a produção mais rápida, Fábrica No. 37 (Planta VATO No. 2) foi entregue toda a produção OKMO relacionada com o T-37, bem como um tanque britânico Vickers.
Em 1933, foi dada uma ordem a planta Nº 37 para a produção de 1200 T-37A. No entanto, os acontecimentos que se seguiram mostraram o otimismo excessivo demonstrado pela liderança da confiança responsável pela fábrica.
A confiança em si foi formada como um órgão que rege pela coordenação dos esforços em grande escala para o desenvolvimento de novos modelos de veículos blindados em um número de plantas em todo o país e, posteriormente, desempenhou um papel importante na realização bem sucedida desta tarefa, mas no início de 1933 não poderia superar o estado "antediluviano" de equipamentos na fábrica Nº 37, avaliada pela MN Svirin, puramente com medidas organizacionais.

## Operadores
- URSS
- Alemanha- Um pequeno número de tanques capturados
- Finlândia- 29 tanques
- Romênia- 19 tanques capturados
- Hungria- Alguns tanques capturados
- Suécia- Um tanque
- Turquia- Um tanque